# Derby Campineiro
Derby Campineiro (ou Dérbi Campineiro) é o confronto entre o Guarani Futebol Clube e a Associação Atlética Ponte Preta, o clássico de futebol da cidade de Campinas e o mais antigo do Estado de São Paulo, cujo equilíbrio é a principal característica.
As estatísticas ao lado não apontam o resultado da primeira partida, que não tem comprovação, porque o quadro de informações do clássico não prevê a possibilidade de acrescentar na estatística resultado desconhecido. Nas estatísticas então, considerem mais uma partida, além das relacionadas.

## História

Bruno Morelli (Bruninho - zagueiro da Ponte Preta) e Vergílio da Silva (Pavuna - médio esquerdo do Guarani) entre um juiz.

O primeiro dérbi foi realizado no dia 24 de março de 1912 e não há registro do resultado, que permanece desconhecido, aquele que passaria a ser desde então, o clássico do futebol paulista mais antigo.[carece de fontes?]
O terceiro dérbi disputado seria pela Liga Operária de Foot-Ball Campineira, no dia 11 de agosto de 1912 e foi a primeira final de campeonato entre os dois clubes, que teve como campeã a Associação Athletica Ponte Preta, vencedora do "2.º Campeonato Campineiro de Futebol".
O quarto dérbi, em 28 de agosto de 1914, um "desafio" realizado num campo do Parque Arraialense, no Distrito de Sousas (onde hoje existe o clube de campo do Campineiro de Regatas), acendeu o pavio da rivalidade, pois após a vitória do Guarani por 2–0, torcedores e diretores da Ponte Preta passaram a escrever para os jornais atribuindo ao árbitro a derrota, e os bugrinos (ainda não eram chamados assim) retrucaram, criando grande polêmica, com ofensas mútuas.
Dois anos depois, pelo Segundo Turno do Campeonato Campineiro de 1916 (conquistado pelo Guarani), a rixa chegou ao seu ápice. O jogo que se realizava num campo dentro do Hipódromo Campineiro terminou em pancadaria, envolvendo jogadores e torcedores dos dois clubes.
Se o Guarani tem participações mais relevantes a nível nacional, com seus dois títulos brasileiros (um da Série A em 1978 e um da Série B em 1981), dois vices da Série A em 1986 (Brasileiro) e 1987, dois vices da Série B em 1991 e 2009, além do vice na Série C de 2016, a Ponte tem participações mais relevantes a nível estadual, com 7 vice-campeonatos paulistas (1929, 1970, 1977, 1979, 1981, 2008 e 2017), contra dois do Guarani (1988 e 2012).
Na História do Campeonato Paulista, Guarani e Ponte Preta, são, respectivamente, o sexto e sétimo colocados em número de pontos conquistados considerando todas as edições disputadas, desde 1902. Já na História do Campeonato Brasileiro, Guarani e Ponte são o décimo nono e o vigésimo colocados, nessa ordem, com quatro pontos de diferença apenas, separando a Ponte Preta da Portuguesa, a vigésima colocada dessa lista.
Na Copa do Brasil a Ponte também tem melhores campanhas, um terceiro lugar em 2001 e quartas de final em 2009, enquanto o clube alviverde conseguiu chegar apenas na fase de oitavas de final.
No plano internacional ambos os clubes tem boas participações. O Guarani possui no currículo um quarto lugar na Libertadores de 1979. A Ponte tem o vice campeonato da Sul-Americana de 2013.
Em 26 de setembro de 1948, no primeiro dérbi do Estádio Moisés Lucarelli, da Ponte Preta, o Guarani venceu por 1–0.
Em 7 de junho de 1953, no primeiro dérbi do Estádio Brinco de Ouro, do Guarani, a Ponte Preta venceu por 3–0.
As maiores goleadas pertencem ao Guarani: 6–0 em 5 de junho de 1960 (amistoso) e 5–1 em 28 de agosto de 1955 (Campeonato Paulista).
A maior sequência de invencibilidade pertence à Ponte Preta, quando ficou 16 partidas sem perder entre 1979 a 1984.
No dia 24 de março de 2012, exatamente no dia em que o clássico completava 100 anos de história, houve um confronto entre as duas equipes no Moisés Lucarelli, válido pela 15ª rodada do Campeonato Paulista. O jogo terminou empatado por 1–1, o time da Ponte perdeu um pênalti aos 13 minutos de jogo e o Guarani empatou no fim numa cobrança de pênalti.
Na 200ª partida do Derby Campineiro, vitória do Guarani por 1–0 em 19 de junho de 2021 no Brinco de Ouro, grande equilíbrio no confronto, que apresentava então 68 vitórias do Guarani, 66 da Ponte Preta, 65 empates, 1 resultado desconhecido e 267 gols para cada oponente.

## Fundação dos clubes

### Ponte Preta - 11 de agosto de 1900

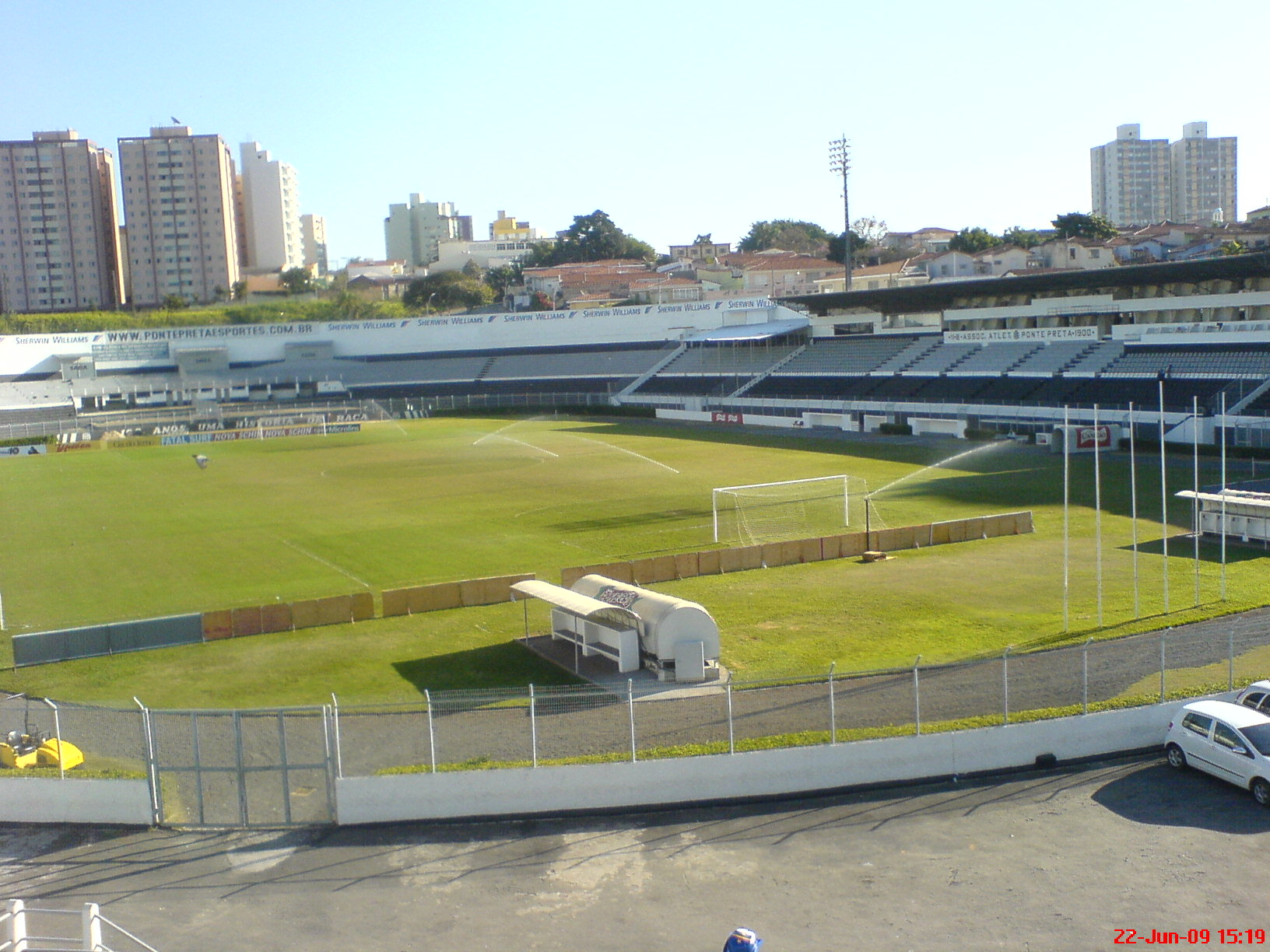
Estádio Moisés Lucarelli.

Fundada como Associação Athletica Ponte Preta. Em 1870, deu-se início à construção da Ferrovia Paulista, indo de Jundiaí a Campinas. A instalação dos trilhos requisitava a construção de uma ponte. A ponte era de madeira, e para melhor conservação, tratada com piche. Assim, enegrecida, surgiu o Bairro da Ponte Preta, em 1872.
A Associação Atlética Ponte Preta surgiu em 1900, graças a vários alunos do Colégio Culto à Ciência, que praticavam futebol no bairro da Ponte Preta. Eram eles: Miguel do Carmo, Luiz Garibaldi Burghi, Antonio Oliveira (o Tonico Campeão), Alberto Aranha, Dante Pera, Zico Vieira e Pedro Vieira da Silva (primeiro presidente da história do clube).
A data teve como objetivo homenagear a inauguração da ferrovia em Campinas, datada de 11 de agosto de 1872.
Seu estádio é o Moisés Lucarelli inaugurado em 12 de setembro de 1948.

### Guarani - 2 de abril de 1911

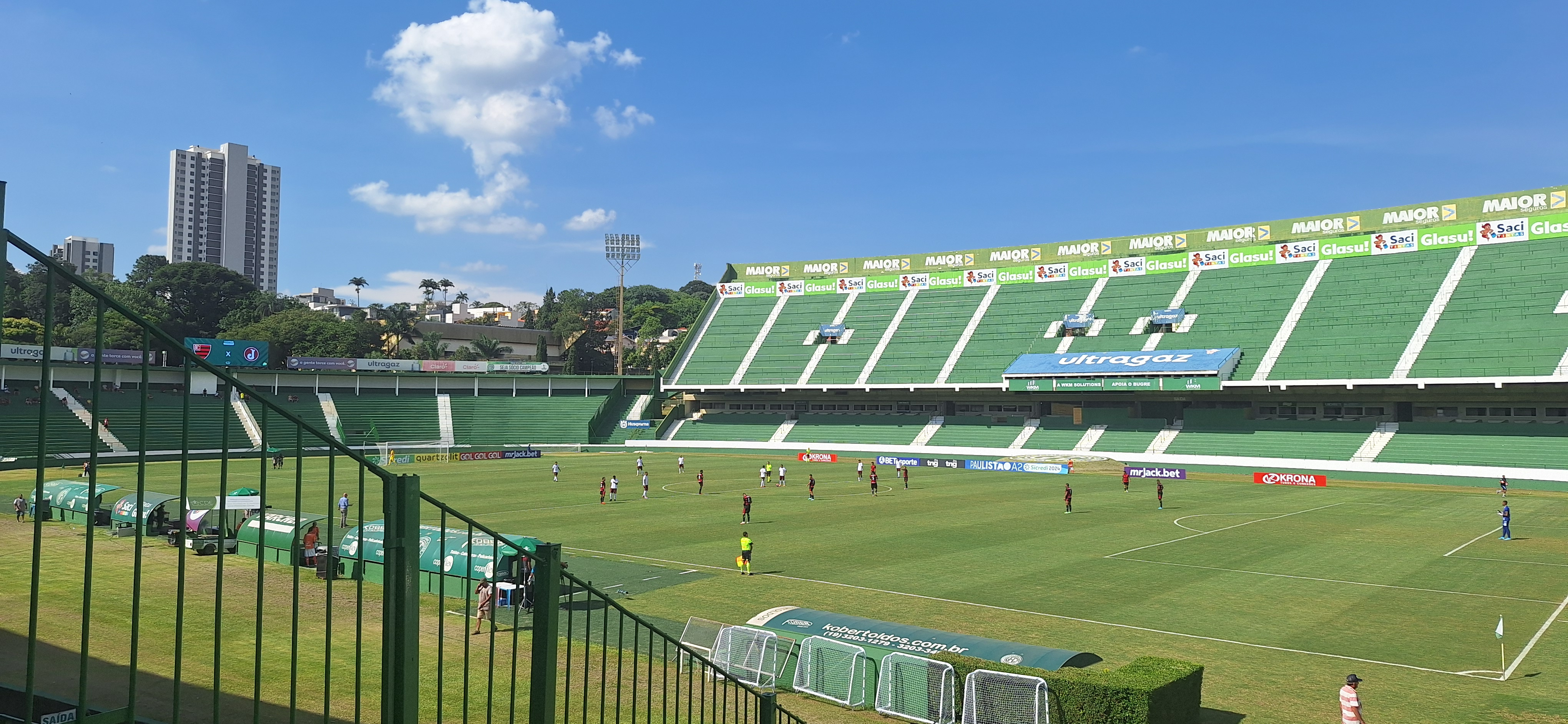
Estádio Brinco de Ouro.

Fundado como Guarany Foot-Ball Club. A fundação do clube foi uma iniciativa de Pompeo De Vito, Hernani Felippo Matallo e Vicente Matallo (o primeiro presidente).
Cerca de 12 jovens se encontraram no dia 1 de abril de 1911 na Praça Carlos Gomes, quase todos de ascendência italiana e um deles de ascendência alemã, quando escolheram o nome em homenagem à ópera O Guarani, obra mais conhecida do maestro e compositor clássico Carlos Gomes (baseada no romance homônimo de José de Alencar), um dos mais ilustres cidadãos campineiros.
A data de fundação oficial foi registrada no Estatuto do Guarani como 2 de abril, segundo algumas versões divulgadas, seria para evitar piadas em relação ao Dia da Mentira.
Seu estádio é o Brinco de Ouro da Princesa, inaugurado em 31 de maio de 1953.

## Estatísticas do Dérbi

### Por competição
| Competição                    | Jogos | Vitórias do Guarani | Empates | Vitórias da Ponte Preta | Gols do Guarani | Gols da Ponte Preta | Total de Gols |
| ----------------------------- | ----- | ------------------- | ------- | ----------------------- | --------------- | ------------------- | ------------- |
| Campeonato Brasileiro Série A | 14    | 4                   | 6       | 4                       | 14              | 15                  | 29            |
| Campeonato Brasileiro Série B | 18    | 5                   | 7       | 6                       | 11              | 16                  | 27            |
| Campeonato Brasileiro Série C | 1     | 0                   | 1       | 0                       | 1               | 1                   | 2             |
| Campeonato Paulista           | 83    | 22                  | 33      | 28                      | 96              | 109                 | 205           |
| Campeonato Paulista Série A2  | 4     | 4                   | 0       | 0                       | 8               | 3                   | 11            |
| Campeonato Campineiro         | 33    | 13                  | 8       | 12                      | 50              | 46                  | 96            |
| Taça Cidade de Campinas       | 10    | 4                   | 1       | 5                       | 18              | 17                  | 35            |
| Torneio Rio-São Paulo         | 1     | 0                   | 1       | 0                       | 1               | 1                   | 2             |
| Campeonato do Interior        | 9     | 2                   | 3       | 4                       | 10              | 13                  | 23            |
| Taça Amizade                  | 13    | 5                   | 5       | 3                       | 25              | 17                  | 42            |
| Outros torneios e amistosos   | 23    | 12                  | 5       | 6                       | 41              | 35                  | 76            |

### Números por década
| Década      | Período     | Jogos | Guarani | Empate | Ponte Preta | Maior vencedor   |
| ----------- | ----------- | ----- | ------- | ------ | ----------- | ---------------- |
| 1910        | 1911-1920   | 13    | 9       | 1      | 3           | Guarani (+6)     |
| 1920        | 1921-1930   | 9     | 4       | 3      | 2           | Guarani (+2)     |
| 1930        | 1931-1940   | 16    | 4       | 7      | 5           | Ponte Preta (+1) |
| 1940        | 1941-1950   | 27    | 14      | 3      | 10          | Guarani (+4)     |
| 1950        | 1951-1960   | 37    | 14      | 9      | 14          |                  |
| 1960        | 1961-1970   | 8     | 1       | 5      | 2           | Ponte Preta (+1) |
| 1970        | 1971-1980   | 31    | 7       | 12     | 12          | Ponte Preta (+5) |
| 1980        | 1981-1990   | 19    | 3       | 10     | 6           | Ponte Preta (+3) |
| 1990        | 1991-2000   | 9     | 4       | 5      | 0           | Guarani (+4)     |
| 2000        | 2001-2010   | 15    | 5       | 6      | 4           | Guarani (+1)     |
| 2010        | 2011-2020   | 12    | 2       | 3      | 7           | Ponte Preta (+5) |
| 2020        | 2021-2030   | 12    | 4       | 6      | 3           | Guarani (+1)     |
| Total atual | Total atual | 208   | 71      | 70     | 68          | Guarani (+3)     |

### Recordes
- Maior goleada do Guarani: 6–0 em 5 de junho de 1960.[1]
- Maior goleada da Ponte: 4–0 em três ocasiões: 7 de setembro de 1943, 6 de julho de 1952 e 22 de agosto de 1954.
- Maior invencibilidade da Ponte: 16 jogos, 8 vitórias e 8 empates, de 27 de junho de 1979 a 2 de setembro de 1984.
- Maior invencibilidade do Guarani: 14 jogos, 6 vitórias e 8 empates, de 28 de junho de 1987 a 28 de outubro de 2002.
- Maior artilheiro do Guarani: Zuza, com 17 gols.
- Maior artilheiro da Ponte: Cilas, 9 gols.
- Maior artilheiro do Guarani em um jogo: Zuza, 4 gols em 4 de julho de 1943.
- Maior artilheiro da Ponte em um jogo: Átis, Gigena e Weldon, todos com 3 gols em 1952, 2003 e 2004.
- Jogador que mais atuou pelo Guarani: Silva, 30 partidas entre 1935 e 1947.
- Jogador que mais atuou pela Ponte: Bruninho, 44 partidas entre 1942 e 1959.

### Jogos peloCampeonato Campineiro
- Ponte Preta 2–1 Guarani, 19 de maio de 1912, (Est. do Hipódromo).
- Ponte Preta 1–0 Guarani, 11 de agosto de 1912, (Campo do London).
- Guarani 2–0 Ponte Preta, 13 de fevereiro de 1916, (Est. do Hipódromo).
- Guarani 2–0 Ponte Preta, 21 de maio de 1916, (Est. do Hipódromo).
- Ponte Preta 1–1 Guarani, 20 de janeiro de 1918, (Est. do Hipódromo).
- Ponte Preta 1–0 Guarani, 23 de junho de 1918, (Est. do Hipódromo).
- Guarani 1–0 Ponte Preta, 30 de março de 1919, (Est. do Hipódromo).
- Guarani 1–0 Ponte Preta, 29 de junho de 1919, (Est. do Hipódromo).
- Guarani 1–0 Ponte Preta, 13 de junho de 1920, (Est. do Hipódromo).
- Guarani 4–1 Ponte Preta, 19 de maio de 1920, (Est. do Hipódromo).
- Ponte Preta 1–0 Guarani, 24 de novembro de 1935, (Est. do Hipódromo).
- Guarani 0–0 Ponte Preta, 16 de fevereiro de 1936, (Pastinho).
- Ponte Preta 2–1 Guarani, 26 de abril de 1936, (Est. do Hipódromo).
- Guarani 2–5 Ponte Preta, 22 de novembro de 1936, (Pastinho).
- Guarani 2–2 Ponte Preta, 4 de julho de 1937, (Pastinho).
- Guarani 1–1 Ponte Preta, 13 de março de 1938, (Pastinho).
- Guarani 3–3 Ponte Preta, 20 de novembro de 1938, (Pastinho).
- Guarani 1–0 (W.O) Ponte Preta, 11 de dezembro de 1938, (Pastinho).
- Guarani 2–2 Ponte Preta, 9 de julho de 1939, (Pastinho).
- Guarani 1–2 Ponte Preta, 14 de janeiro de 1940, (Pastinho).
- Guarani 1–2 Ponte Preta, 18 de agosto de 1940, (Pastinho).
- Ponte Preta 3–0 Guarani, 8 de junho de 1941, (Est. Mogiana).
- Guarani 2–1 Ponte Preta, 30 de novembro de 1941, (Est. Mogiana).
- Ponte Preta 2–1 Guarani, 15 de maio de 1942, (Est. Mogiana).
- Guarani 4–1 Ponte Preta, 23 de agosto de 1942, (Est. Mogiana).
- Ponte Preta 4–1 Guarani, 31 de janeiro de 1943, (Est. Mogiana).
- Guarani 2–2 Ponte Preta, 29 de agosto de 1943, (Pastinho).
- Guarani 2–1 Ponte Preta, 19 de dezembro de 1943, (Pastinho).
- Guarani 1–2 Ponte Preta, 2 de julho de 1944, (Pastinho).
- Guarani 1–1 Ponte Preta, 6 de agosto de 1944, (Pastinho).
- Guarani 3–1 Ponte Preta, 1 de julho de 1945, (Pastinho).
- Guarani 3–2 Ponte Preta, 30 de dezembro de 1945, (Est. Mogiana).
- Guarani 3–0 Ponte Preta, 18 de agosto de 1946, (Pastinho).

### Jogos peloCampeonato Paulista
- Ponte Preta 1–2 Guarani, 12 de agosto de 1951, (Est. Moisés Lucarelli).
- Ponte Preta 2–2 Guarani, 2 de dezembro de 1951, (Est. Moisés Lucarelli).
- Ponte Preta 3–4 Guarani, 5 de outubro de 1952, (Est. Moisés Lucarelli).
- Guarani 2–2 Ponte Preta, 25 de janeiro de 1953, (Est. do Guanabara).
- Guarani 0–0 Ponte Preta, 13 de setembro de 1953, (Est. Brinco de Ouro).
- Ponte Preta 0–1 Guarani, 31 de janeiro de 1954, (Est. Moisés Lucarelli).
- Guarani 0–4 Ponte Preta, 22 de agosto de 1954, (Est. Brinco de Ouro).
- Ponte Preta 1–0 Guarani, 13 de fevereiro de 1955, (Est. Moisés Lucarelli).
- Guarani 5–1 Ponte Preta, 28 de agosto de 1955, (Est. Brinco de Ouro).
- Ponte Preta 2–0 Guarani, 11 de dezembro de 1955, (Est. Moisés Lucarelli).
- Guarani 2–1 Ponte Preta, 12 de agosto de 1956, (Est. Moisés Lucarelli).
- Guarani 3–1 Ponte Preta, 9 de dezembro de 1956, (Est. Brinco de Ouro).
- Ponte Preta 4–1 Guarani, 13 de janeiro de 1957, (Est. Moisés Lucarelli).
- Guarani 1–2 Ponte Preta, 11 de agosto de 1957, (Est. Brinco de Ouro).
- Guarani 1–4 Ponte Preta, 10 de agosto de 1958, (Est. Brinco de Ouro).
- Ponte Preta 2–2 Guarani, 7 de dezembro de 1958, (Est. Moisés Lucarelli).
- Guarani 0–0 Ponte Preta, 31 de maio de 1959, (Est. Brinco de Ouro).
- Ponte Preta 1–2 Guarani, 25 de outubro de 1959, (Est. Moisés Lucarelli).
- Ponte Preta 3–2 Guarani, 21 de agosto de 1960, (Est. Moisés Lucarelli).
- Guarani 3–0 Ponte Preta, 25 de setembro de 1960, (Est. Brinco de Ouro).
- Ponte Preta 1–0 Guarani, 12 de julho de 1970, (Est. Moisés Lucarelli).
- Guarani 2–2 Ponte Preta, 19 de agosto de 1970, (Est. Brinco de Ouro).
- Ponte Preta 1–0 Guarani, 28 de março de 1971, (Est. Moisés Lucarelli).
- Ponte Preta 1–0 Guarani, 20 de junho de 1971, (Est. Moisés Lucarelli).
- Ponte Preta 0–0 Guarani, 5 de março de 1972, (Est. Moisés Lucarelli).
- Ponte Preta 0–0 Guarani, 16 de julho de 1972, (Est. Moisés Lucarelli).
- Guarani 2–0 Ponte Preta, 13 de maio de 1973, (Est. Brinco de Ouro).
- Guarani 0–0 Ponte Preta, 29 de julho de 1973, (Est. Brinco de Ouro).
- Guarani 0–0 Ponte Preta, 18 de agosto de 1974, (Est. Brinco de Ouro).
- Ponte Preta 0–1 Guarani, 27 de outubro de 1974, (Est. Moisés Lucarelli).
- Ponte Preta 0–1 Guarani, 23 de março de 1975, (Est. Moisés Lucarelli).
- Ponte Preta 2–1 Guarani, 7 de março de 1976, (Est. Moisés Lucarelli).
- Guarani 0–0 Ponte Preta, 22 de agosto de 1976, (Est. Brinco de Ouro).
- Ponte Preta 3–1 Guarani, 27 de fevereiro de 1977, (Est. Moisés Lucarelli).
- Guarani 0–0 Ponte Preta, 7 de agosto de 1977, (Est. Brinco de Ouro).
- Ponte Preta 2–0 Guarani, 4 de setembro de 1977, (Est. Moisés Lucarelli).
- Ponte Preta 0–0 Guarani, 5 de novembro de 1978, (Est. Moisés Lucarelli).
- Guarani 1–1 Ponte Preta, 3 de dezembro de 1978, (Est. Brinco de Ouro).
- Guarani 2–0 Ponte Preta, 3 de junho de 1979, (Estádio do Pacaembu).
- Ponte Preta 1–1 Guarani, 27 de junho de 1979, (Est. Moisés Lucarelli).
- Ponte Preta 1–0 Guarani, 19 de agosto de 1979, (Est. Moisés Lucarelli).
- Guarani 1–1 Ponte Preta, 21 de outubro de 1979, (Est. Brinco de Ouro).
- Ponte Preta 2–1 Guarani, 27 de janeiro de 1980, (Est. Moisés Lucarelli).
- Guarani 0–1 Ponte Preta, 30 de janeiro de 1980, (Est. Brinco de Ouro).
- Ponte Preta 3–0 Guarani, 20 de julho de 1980, (Est. Moisés Lucarelli)
- Guarani 0–0 Ponte Preta, 5 de outubro de 1980, (Est. Brinco de Ouro).
- Ponte Preta 0–0 Guarani, 5 de julho de 1981, (Est. Moisés Lucarelli).
- Guarani 1–1 Ponte Preta, 1 de agosto de 1981, (Est. Brinco de Ouro).
- Ponte Preta 3–2 Guarani, 5 de agosto de 1981, (Est. Moisés Lucarelli).
- Guarani 0–0 Ponte Preta, 27 de setembro de 1981, (Est. Brinco de Ouro).
- Guarani 1–1 Ponte Preta, 12 de setembro de 1982, (Est. Brinco de Ouro).
- Ponte Preta 0–0 Guarani, 23 de novembro de 1982, (Est. Moisés Lucarelli).
- Ponte Preta 1–0 Guarani, 10 de julho de 1983, (Est. Moisés Lucarelli).
- Guarani 0–1 Ponte Preta, 23 de outubro de 1983, (Est. Brinco de Ouro).
- Ponte Preta 2–1 Guarani, 2 de setembro de 1984, (Est. Moisés Lucarelli).
- Guarani 3–1 Ponte Preta, 4 de novembro de 1984, (Est. Brinco de Ouro).
- Ponte Preta 3–0 Guarani, 9 de junho de 1985, (Est. Moisés Lucarelli).
- Guarani 2–1 Ponte Preta, 8 de setembro de 1985, (Est. Brinco de Ouro).
- Ponte Preta 1–1 Guarani, 20 de abril de 1986, (Est. Moisés Lucarelli).
- Guarani 1–1 Ponte Preta, 20 de julho de 1986, (Est. Brinco de Ouro).
- Guarani 0–2 Ponte Preta, 3 de maio de 1987, (Est. Brinco de Ouro).
- Ponte Preta 0–2 Guarani, 28 de junho de 1987, (Est. Moisés Lucarelli).
- Guarani 0–0 Ponte Preta, 18 de março de 1990, (Est. Brinco de Ouro).
- Ponte Preta 1–2 Guarani, 24 de janeiro de 1993, (Est. Moisés Lucarelli).
- Guarani 1–0 Ponte Preta, 21 de março de 1993, (Est. Brinco de Ouro).
- Ponte Preta 1–1 Guarani, 5 de março de 1994, (Est. Moisés Lucarelli).
- Guarani 2–2 Ponte Preta, 8 de maio de 1994, (Est. Brinco de Ouro).
- Ponte Preta 2–2 Guarani, 2 de abril de 1995, (Est. Moisés Lucarelli).
- Guarani 2–2 Ponte Preta, 7 de maio de 1995, (Est. Brinco de Ouro).
- Guarani 2–1 Ponte Preta, 4 de fevereiro de 2001, (Est. Brinco de Ouro).
- Ponte Preta 1–3 Guarani, 23 de fevereiro de 2003, (Est. Moisés Lucarelli).
- Guarani 2–2 Ponte Preta, 29 de janeiro de 2005, (Est. Brinco de Ouro).
- Ponte Preta 2–2 Guarani, 5 de fevereiro de 2006, (Est. Moisés Lucarelli).
- Ponte Preta 4–2 Guarani, 16 de março de 2008, (Est. Moisés Lucarelli).
- Guarani 2–2 Ponte Preta, 8 de fevereiro de 2009, (Est. Brinco de Ouro).
- Ponte Preta 1–1 Guarani, 24 de março de 2012, (Est. Moisés Lucarelli).
- Guarani 3–1 Ponte Preta, 29 de abril de 2012, (Est. Brinco de Ouro).
- Guarani 1–3 Ponte Preta, 26 de janeiro de 2013, (Est. Brinco de Ouro).
- Ponte Preta 3–0 Guarani, 16 de março de 2019, (Est. Moisés Lucarelli).
- Guarani 3–2 Ponte Preta, 16 de março de 2020, (Est. Brinco de Ouro).
- Ponte Preta 3–1 Guarani, 5 de maio de 2021, (Est. Moisés Lucarelli).
- Guarani 3-0 Ponte Preta, 19 de fevereiro de 2022, (Est. Brinco de Ouro).
- Ponte Preta 2-0 Guarani, 9 de fevereiro de 2025, (Est. Moisés Lucarelli).

### Jogo peloTorneio Rio-São Paulo
- Guarani 1–1 Ponte Preta, 6 de abril de 2002, (Est. Brinco de Ouro), Público: 11.731 - (Est. Brinco de Ouro).[7]

### Jogos peloCampeonato Brasileiro
- Públicos presentes.[8]

Série A
- Guarani 0–0 Ponte Preta, 3 de outubro de 1976, Público: 14.808 - (Est. Brinco de Ouro).
- Guarani 0–1 Ponte Preta, 20 de novembro de 1977, Público: 25.129 - (Est. Brinco de Ouro).
- Guarani 2–1 Ponte Preta, 23 de abril de 1978, Público: 23.678 - (Est. Brinco de Ouro).
- Guarani 1–1 Ponte Preta, 10 de julho de 1985, Público: 17.685 - (Est. Brinco de Ouro).
- Ponte Preta 0–0 Guarani, 17 de julho de 1985, Público: 15.785 - (Est. Moisés Lucarelli).
- Guarani 2–0 Ponte Preta, 26 de julho de 1998, Público: 22.139 - (Est. Brinco de Ouro).
- Ponte Preta 0–0 Guarani, 18 de agosto de 1999, Público: 22.609 - (Est. Moisés Lucarelli).
- Guarani 2–1 Ponte Preta, 2 de novembro de 2000, Público: 21.539 - (Est. Brinco de Ouro).
- Ponte Preta 1–1 Guarani, 21 de outubro de 2001, Público: 17.125 - (Est. Moisés Lucarelli).
- Guarani 2–4 Ponte Preta, 28 de outubro de 2002, Público: 16.384 - (Est. Brinco de Ouro).
- Ponte Preta 0–2 Guarani, 14 de junho de 2003, Público: 8.918 - (Est. Moisés Lucarelli).
- Guarani 1–3 Ponte Preta, 11 de outubro de 2003, Público: 8.795 - (Est. Brinco de Ouro).
- Ponte Preta 3–1 Guarani, 10 de julho de 2004, Público: 6.819 - (Est. Moisés Lucarelli).
- Guarani 0–0 Ponte Preta, 24 de outubro de 2004, Público: 10.094 - (Est. Brinco de Ouro).

Série B
- Ponte Preta 0–1 Guarani, 20 de junho de 2009, Público: 12.959 - (Est. Moisés Lucarelli).
- Guarani 2–1 Ponte Preta, 26 de setembro de 2009, Público: 17.287 - (Est. Brinco de Ouro).
- Ponte Preta 2–0 Guarani, 16 de julho de 2011, Público: 17.093 - (Est. Moisés Lucarelli).
- Guarani 0–3 Ponte Preta, 15 de outubro de 2011, Público: 9.571 - (Est. Brinco de Ouro).
- Guarani 2–3 Ponte Preta, 5 de maio de 2018, Público: 18.078 - (Est. Brinco de Ouro).
- Ponte Preta 0–0 Guarani, 25 de agosto de 2018, Público: 15.053 - (Est. Moisés Lucarelli).
- Ponte Preta 1-0 Guarani, 11 de agosto de 2019, Público: 16.086 - (Est. Moisés Lucarelli).
- Guarani 0–0 Ponte Preta, 9 de novembro de 2019, Público: 12.607 - (Est. Brinco de Ouro).
- Ponte Preta 2–0 Guarani, 6 de outubro de 2020, Público: Portões fechados - (Est. Moisés Lucarelli).
- Guarani 1–1 Ponte Preta, 5 de janeiro de 2021, Público: Portões fechados - (Est. Brinco de Ouro).
- Guarani 1–0 Ponte Preta, 19 de junho de 2021, Público: Portões fechados - (Est. Brinco de Ouro).
- Ponte Preta 0–0 Guarani, 17 de setembro de 2021, Público: Portões fechados - (Est. Moisés Lucarelli).
- Guarani 0–0 Ponte Preta, 8 de maio de 2022, Público: 5.924 - (Est. Brinco de Ouro).
- Ponte Preta 1–0 Guarani, 20 de agosto de 2022, Público: 16.850 - (Est. Moisés Lucarelli).
- Ponte Preta 1–1 Guarani, 21 de maio de 2023, Público: 11.726 - (Est. Moisés Lucarelli).
- Guarani 1–0 Ponte Preta, 2 de setembro de 2023, Público: 15.937 - (Est. Brinco de Ouro).
- Guarani 1–1 Ponte Preta, 30 de junho 2024, Público: 9.626 - (Est. Brinco de Ouro).
- Ponte Preta 0–1 Guarani, 20 de outubro de 2024, Público: 16.762 - (Est. Moisés Lucarelli).

Série C
- Ponte Preta 1–1 Guarani, 2 de agosto de 2025, Público: 14.004 - (Est. Moisés Lucarelli).

## Maiores públicos
- Maior público no Pacaembu: 38.948 (35.209 pagantes) - Guarani 2–0 Ponte Preta, 3 de junho de 1979.[8]
- Maior público no Brinco de Ouro: 34.222 (30.552 pagantes) - Guarani 0–1 Ponte Preta, 30 de janeiro de 1980.
- Maior público no Moisés Lucarelli: 31.970 (31.116 pagantes) - Ponte Preta 3–1 Guarani, 27 de fevereiro de 1977.

* Acima de 25.000 presentes.
1. Guarani 2–0 Ponte Preta, 03/06/1979, 38.948, Pacaembu, Campeonato Paulista (35.209 pagantes).
2. Guarani 0–1 Ponte Preta, 30/01/1980, 34.222, Brinco de Ouro, Campeonato Paulista (30.552 pagantes).
3. Guarani 0–0 Ponte Preta, 07/08/1977, 32.789, Brinco de Ouro, Campeonato Paulista (29.979 pagantes).
4. Ponte Preta 3–1 Guarani, 27/02/1977, 31.970, Moisés Lucarelli, Campeonato Paulista (31.116 pagantes).
5. Ponte Preta 2–1 Guarani, 27/01/1980, 30.174, Moisés Lucarelli, Campeonato Paulista (27.053 pagantes).
6. Guarani 1–1 Ponte Preta, 21/10/1979, 26.520, Brinco de Ouro, Campeonato Paulista (23.367 pagantes).
7. Guarani 0–1 Ponte Preta, 20/11/1977, 25.129, Brinco de Ouro, Campeonato Brasileiro (22.309 pagantes).

## Publicações sobre o Derby

### Livros
- Brasil de Oliveira, Todo ele Futebol - Elizabete Morais Delfino e Myriam Wonsik (1997);
- A maldição dos eternos domingos sem Derby - Luiz Roberto Saviani Rey (2010);
- Clássicos do Futebol Brasileiro - José Renato Sátiro Santiago Jr. e Marcelo Unt (2014);
- Almanaque dos dérbis campineiros - os 106 anos da maior rivalidade do Brasil - Fernando Pereira da Silva (2018);

### Vídeos
- Ponte Preta x Guarani - Clássicos Parte 1;
- Ponte Preta x Guarani - Clássicos Parte 2;
- Pacaembu: O dia que Campinas invadiu São Paulo - Roteiro e edição: Plácido Berci; Entrevistas: Plácido Berci, Pedro Maues e Vinícius Conde; Imagens: Bruno Schubert e Danilo Leone; Imagens de arquivo: Cedoc EPTV;
- Amor e Rivalidade - A verdadeira história do Dérbi Campineiro - Direção: Lucas Almeida, Luka Arantes; Produção: Alexandre Fanalli, Lucas Almeida, Luka Arantes e Marcelo Santos; Todos os direitos reservados a ColorBox Filmes;